# Rosa caesia
Rosa caesia es una especie de planta con flores perteneciente a la familia Rosaceae.

## Distribución
Rosa caesia se distribuye por Austria, Bélgica, Inglaterra, Bulgaria, República Checa, Eslovaquia, Dinamarca, Finlandia, Francia, Irlanda, Alemania, Suiza, Países Bajos, España, Hungría, Italia, Eslovenia, Noruega, Polonia, Rumanía, Estonia, Letonia, Lituania, Rusia, Bielorrusia, Ucrania, Sicilia, Suecia y el Cáucaso septentrional.

## Taxonomía
Fue descrita científicamente por James Edward Smith.
Tratamiento taxonómico
La especie aparece registrada y publicada en Engl. Bot.